# Trouble Makers
Trouble Makers er en amerikansk stumfilm fra 1917 af Kenean Buel.

## Medvirkende
- Lillian Concord som Mrs. Lehr
- Jane Lee som Jane
- Katherine Lee som Katherine
- Richard Turner som Daniel Whitcomb
- Robert Vivian som Job Jenkins